# 982 Франкліна
982 Франкліна (982 Franklina) — астероїд головного поясу, відкритий 21 травня 1922 року.
Тіссеранів параметр щодо Юпітера — 3,148.